# KC-10 익스텐더
KC-10 익스텐더 DC-10 여객기를 개조해 만든 미국 공군의 공중급유기다. 맥도넬 더글라스의 수송기가 미국 공군에 채택된 2번째 사례이다. 최초 사례는 C-9이다.
최대이륙중량 267톤인 KC-10는 KC-135(146톤), 일본 항공자위대의 보잉 KC-767(186톤) 보다는 대형이며, 유럽산 에어버스 A330 MRTT(233톤)과 동급이다.

## 사용국가

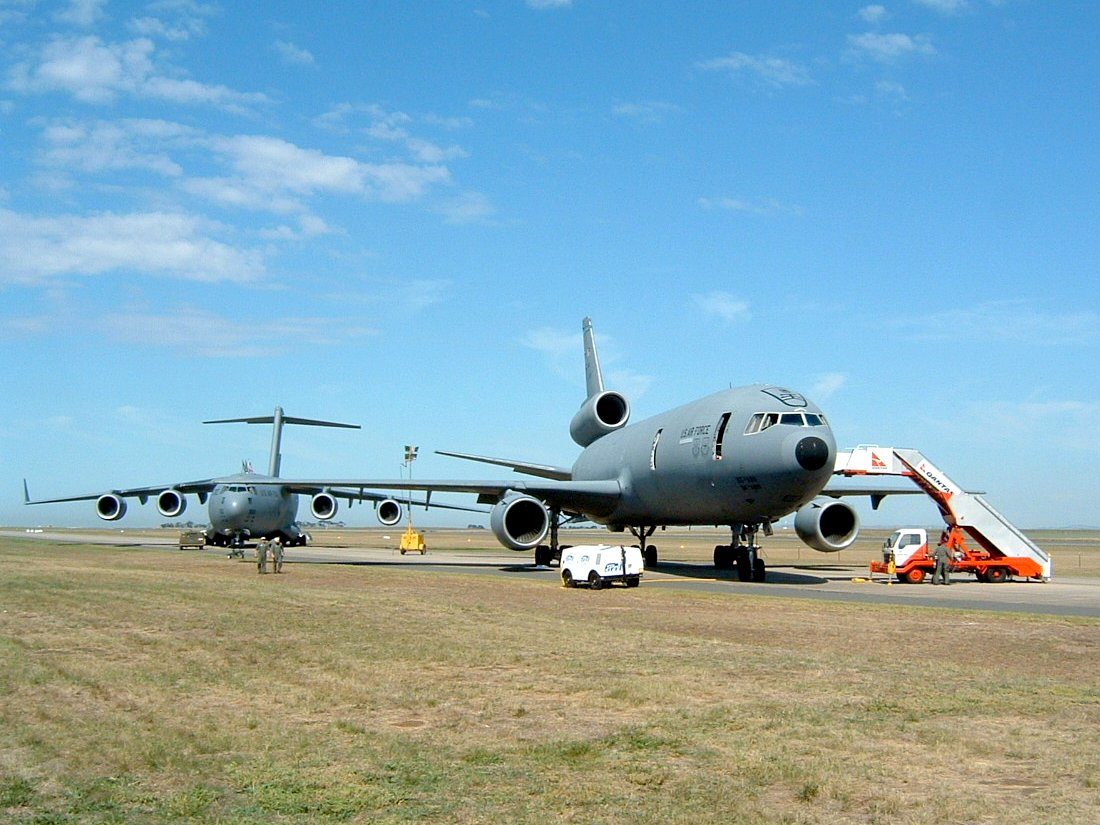
A KC-10 (right foreground) and C-17 (left background) at Avalon Airport, Australia, in March 2005

미국
 네덜란드

## 같이 보기
- DC-10
- 보잉 KC-767
- KC-135
- 에어버스 A330 MRTT
- 에어버스 A310 MRTT